# ویاگرانده
ویاگرانده (به ایتالیایی: Viagrande) یک کومونه در ایتالیا است که در استان کاتانیا واقع شده‌است. ویاگرانده ۱۰٫۰۹ کیلومتر مربع مساحت و ۸٬۵۶۳ نفر جمعیت دارد و ۴۱۰ متر بالاتر از سطح دریا واقع شده‌است.